# 李遷仕
李遷仕（り せんし、生年不詳 - 551年）は、南朝梁の軍人。陳霸先の北上を妨げて敗死した。

## 経歴
前半生は知られていない。梁の高州刺史となった。太清2年（548年）、侯景の乱が起こると、建康の援軍に向かった。12月、湘東王世子蕭方等らの布陣する湘子岸の前の陣営に合流した。鄱陽王世子蕭嗣（蕭範の子）・永安侯蕭確・元司州刺史羊鴉仁・天門郡太守樊文皎らとともに秦淮河を渡り、反乱軍の占拠する東府城の前柵を攻撃して破った。太清3年（549年）1月、遷仕は樊文皎とともに青渓の東に進軍したが、反乱軍に撃破され、樊文皎は戦死した。
遷仕は官軍の戦線から脱落して当陽に逃れた。大宝元年（550年）、遷仕は大皋に拠った。主帥の杜平虜に1000人を率いさせて灨石・魚梁に入らせ、築城させた。周文育が陳霸先の命を受けて杜平虜を撃退すると、遷仕は老弱の者を大皋に残して、自ら精兵を率いて周文育を攻撃した。激戦の後に両軍は対峙したが、杜僧明が陳霸先の命を受けて来援すると、遷仕は寧都に逃れた。寧都の劉藹（劉孝尚）らが遷仕を支援して、戦艦と武装を用意した。遷仕は水軍を率いて南康を襲撃した。杜僧明・周文育・侯安都・徐度・杜稜らが総勢2万人を率いて白口に拠り、築城して遷仕の攻勢を防いだ。遷仕もまた城を建てて対峙した。
大宝2年（551年）3月、杜僧明らがその城を攻め落として、遷仕を生け捕りにした。 遷仕は南康に送られ、陳霸先に斬られた。